# Grand Prix automobile d'Allemagne 1939

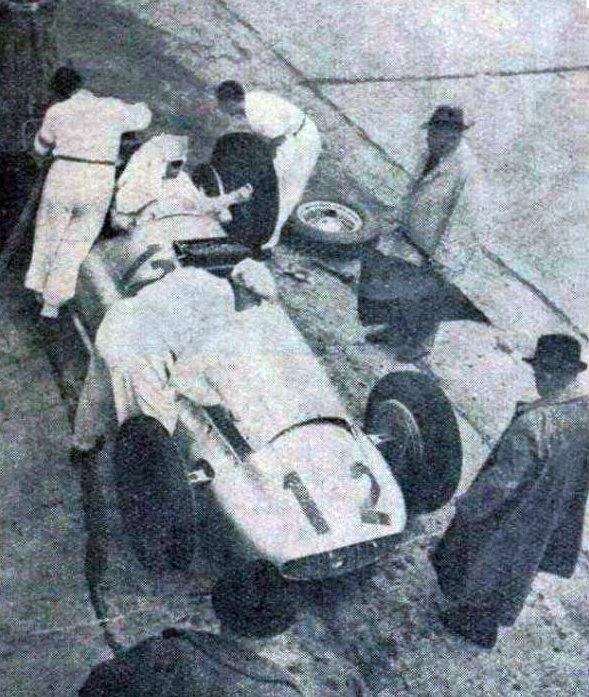
Rudolf Caracciola au ravitaillement (et futur vainqueur du Grand Prix d'Allemagne 1939 sur une Mercedes-Benz W154).

Le Grand Prix d'Allemagne 1939 est un Grand Prix comptant pour le Championnat d'Europe des pilotes, qui s'est tenu sur le Nürburgring le 23 juillet 1939.

## Grille de départ
| 1re ligne | Pos. 3                                |                                    | Pos. 2                                     |                                | Pos. 1                            |
| --------- | ------------------------------------- | ---------------------------------- | ------------------------------------------ | ------------------------------ | --------------------------------- |
|           | Caracciola Mercedes-Benz 9 min 56 s 0 |                                    | Von Brauchitsch Mercedes-Benz 9 min 51 s 0 |                                | Lang Mercedes-Benz 9 min 43 s 1   |
| 2e ligne  |                                       | Pos. 5                             |                                            | Pos. 4                         |                                   |
|           |                                       | Brendel Mercedes-Benz 10 min 9 s 4 |                                            | Müller Auto Union 9 min 56 s 3 |                                   |
| 3e ligne  | Pos. 8                                |                                    | Pos. 7                                     |                                | Pos. 6                            |
|           | Pietsch Maserati 10 min 14 s 0        |                                    | Stuck Auto Union 10 min 13 s 4             |                                | Nuvolari Auto Union 10 min 11 s 2 |
| 4e ligne  |                                       | Pos. 10                            |                                            | Pos. 9                         |                                   |
|           |                                       | Hasse Auto Union 10 min 22 s 3     |                                            | Meier Auto Union 10 min 19 s 0 |                                   |
| 5e ligne  | Pos. 13                               |                                    | Pos. 12                                    |                                | Pos. 11                           |
|           | Sommer Alfa Romeo 12 min 3 s 3        |                                    | Dreyfus Delahaye 11 min 28 s 0             |                                | Villoresi Maserati 10 min 26 s 0  |
| 6e ligne  |                                       | Pos. 15                            |                                            | Pos. 14                        |                                   |
|           |                                       | « Raph » Delahaye 12 min 16 s 2    |                                            | Joa Maserati 12 min 15 s 2     |                                   |
| 7e ligne  |                                       | Pos. 17                            |                                            | Pos. 16                        |                                   |
|           |                                       | Mandirola Maserati 13 min 12 s 2   |                                            | Mazaud Delahaye 12 min 53 s 0  |                                   |

## Classement de la course

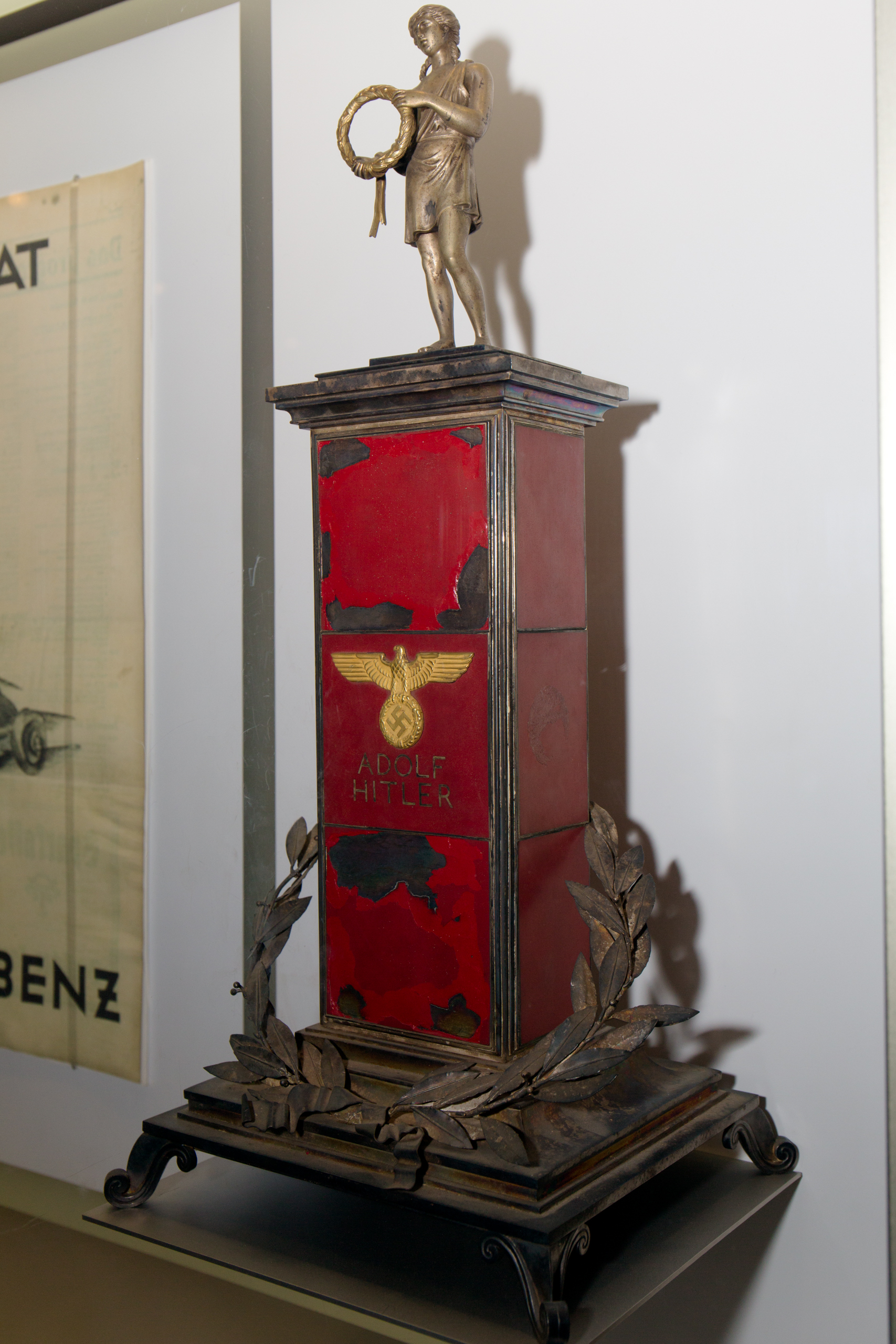
Le trophée remporté par le vainqueur, Rudolf Caracciola

| Pos  | no | Pilote                  | Écurie                       | Châssis             | Tours | Temps/Abandon              | Grille | Points |
| ---- | -- | ----------------------- | ---------------------------- | ------------------- | ----- | -------------------------- | ------ | ------ |
| 1    | 12 | Rudolf Caracciola       | Daimler-Benz AG              | Mercedes-Benz W154  | 22    | 4 h 8 min 41 s 4           | 3      | 1      |
| 2    | 6  | Hermann Paul Müller     | Auto Union                   | Auto Union Type D   | 22    | + 57 s 9                   | 4      | 2      |
| 3    | 32 | Paul Pietsch            | Officine Alfieri Maserati    | Maserati 8CTF       | 21    | + 1 tour                   | 8      | 3      |
| 4    | 24 | René Dreyfus            | Écurie Lucy O'Reilly Schell  | Delahaye 145        | 20    | + 2 tours                  | 12     | 4      |
| 5    | 26 | « Raph »                | Écurie Lucy O'Reilly Schell  | Delahaye 145        | 19    | + 3 tours                  | 15     | 4      |
| 6    | 28 | Robert Mazaud           | Privé                        | Delahaye 135CS      | 19    | + 3 tours                  | 16     | 4      |
| 7    | 40 | Leonhard Joa            | Süddeutsche Renngemeinschaft | Maserati 4CM        | 19    | + 3 tours                  | 14     | 4      |
| Abd. | 2  | Tazio Nuvolari          | Auto Union                   | Auto Union Type D   | 18    | Moteur                     | 6      | 4      |
| Abd. | 8  | Rudolf Hasse            | Auto Union                   | Auto Union Type D   | 11    | Accident                   | 10     | 5      |
| Abd. | 10 | Georg Meier             | Auto Union                   | Auto Union Type D   | 10    | Fusée avant brisée         | 9      | 6      |
| Dsq. | 36 | Adolfo Mandirola        | Privé                        | Maserati 8CM        | 9     | Ravitaillement illégal     | 17     | 8      |
| Abd. | 30 | Luigi Villoresi         | Officine Alfieri Maserati    | Maserati 8CTF       | 6     | Réservoir d'essence        | 11     | 6      |
| Abd. | 14 | Manfred von Brauchitsch | Daimler-Benz AG              | Mercedes-Benz W154  | 5     | Fuite du réservoir         | 2      | 7      |
| Abd. | 20 | Heinz Brendel           | Daimler-Benz AG              | Mercedes-Benz W154  | 3     | Accident                   | 5      | 7      |
| Abd. | 16 | Hermann Lang            | Daimler-Benz AG              | Mercedes-Benz W154  | 2     | Moteur                     | 1      | 7      |
| Abd. | 22 | Raymond Sommer          | Privé                        | Alfa Romeo Tipo 308 | 0     | Moteur                     | 13     | 7      |
| Abd. | 4  | Hans Stuck              | Auto Union                   | Auto Union Type D   | 0     | Essence                    | 7      | 7      |
| Np.  | 20 | Hans-Hugo Hartmann      | Daimler-Benz AG              | Mercedes-Benz W154  |       | Pilote de réserve          |        | 8      |
| Np.  | 34 | Armand Hug              | Privé                        | Maserati 4CM        |       | Non partant, blessé à Albi |        | 8      |
| Np.  | 38 | Heinz Dipper            | Süddeutsche Renngemeinschaft | Maserati 6CM        |       | Non partant                |        | 8      |

- Légende: Abd.=Abandon - Np.=Non partant - Dsq.=Disqualifié.

## Pole position & Record du tour
- Pole position : Hermann Lang en 9 min 43 s 1.
- Record du tour : Rudolf Caracciola en 10 min 24 s 2.